# Festival in Cannes

Festival in Cannes est une comédie américaine dirigée par Henry Jaglom à propos du Festival de Cannes, sortie en 2002.

## Synopsis
À Cannes, en 1999, Alice, une actrice veut réaliser un film indien. Kaz, un distributeur attirant, lui propose 3 millions de dollars si elle donne à Millie, une actrice réputée française, le rôle principal. Mais Rick, un producteur fortuné, doit absolument avoir Millie pour son long métrage, ou l'acteur phare, Tom Hanks, quittera le projet…Qui réussira à avoir Millie ?

## Fiche technique
- Titre original : Festival in Cannes
- Genre : Comédie
- Durée : 100 minutes
- Tourné en Amérique du Nord
- Format de production : 1.75 : 1
- Format du son : Dolby Digital
- Société de production et de distribution :
  - Paramount Pictures
  - United International Pictures
- Réalisateur, scénariste et monteur : Henry Jaglom
- Scénaristes : Victoria Foyt
- Compositeur : Gaili Schoen
- Directeur de la photographie : Hanania Baer
- Dates de sortie :
  - États-Unis : 3 novembre 2001

## Distribution
- Anouk Aimée : Millie Marquand
- Greta Scacchi : Alice Palmer
- Maximilian Schell : Viktor Kovner
- Ron Silver : Rick Yorkin
- Zack Norman : Kaz Naiman
- Peter Bogdanovich : Milo
- Jenny Gabrielle : Blue
- Alex Craig Mann : Barry
- Camilla Campanale : Gina
- Kim Kolarich : Libby
- Rachel Bailit : Nikki
- Marya Kazakova : l'intervieweuse
- Robert Shaye : Bert Shuster
- William Shatner
- Faye Dunaway
- Mark A. Altman
- Jeff Goldblum
- Holly Hunter